# Asura creatina
Asura creatina là một loài bướm đêm thuộc phân họ Arctiinae, họ Erebidae.